# Trizac
Trizac est une commune française située dans le département du Cantal, en région Auvergne-Rhône-Alpes.

## Géographie

### Situation
Au beau milieu des volcans d'Auvergne, des hauts plateaux et des vallées se situe Trizac.
Elle se situe à 13 kilomètres de Riom-ès-Montagnes, 22 kilomètres de Bort-les-Orgues, 27 kilomètres du Puy Mary (un des hauts sommets du Cantal), 28 km de Salers, village médiéval.
Elle est perchée à 960 m d'altitude, ce qui induit un climat doux l'été et froid l'hiver.
| Auzers                  | Le Monteil  | Menet, Valette |
| Moussages               | Trizac      | Collandres     |
| Saint-Vincent-de-Salers | Le Vaulmier |                |

### Hydrographie
La commune est arrosée par la Sumène, par son affluent le Marilhou et par le Violon qui y prend sa source.

### Climat
Pour des articles plus généraux, voir Climat d'Auvergne-Rhône-Alpes et Climat du Cantal.
En 2010, le climat de la commune est de type climat de montagne, selon une étude du CNRS s'appuyant sur une série de données couvrant la période 1971-2000. En 2020, Météo-France publie une typologie des climats de la France métropolitaine dans laquelle la commune est exposée à un climat de montagne ou de marges de montagne et est dans la région climatique Ouest et nord-ouest du Massif Central, caractérisée par une pluviométrie annuelle de 900 à 1 500 mm, maximale en automne et en hiver.
Pour la période 1971-2000, la température annuelle moyenne est de 7,8 °C, avec une amplitude thermique annuelle de 14,8 °C. Le cumul annuel moyen de précipitations est de 1 485 mm, avec 12,2 jours de précipitations en janvier et 9,4 jours en juillet. Pour la période 1991-2020, la température moyenne annuelle observée sur la station météorologique de Météo-France la plus proche, « Riom-Montagnes »sur la commune de Riom-ès-Montagnes à 10 km à vol d'oiseau, est de 9,7 °C et le cumul annuel moyen de précipitations est de 1 221,4 mm,. Pour l'avenir, les paramètres climatiques de la commune estimés pour 2050 selon différents scénarios d'émission de gaz à effet de serre sont consultables sur un site dédié publié par Météo-France en novembre 2022.

## Urbanisme

### Typologie
Au 1er janvier 2024, Trizac est catégorisée commune rurale à habitat dispersé, selon la nouvelle grille communale de densité à 7 niveaux définie par l'Insee en 2022.
Elle est située hors unité urbaine et hors attraction des villes,.

### Occupation des sols
L'occupation des sols de la commune, telle qu'elle ressort de la base de données européenne d’occupation biophysique des sols Corine Land Cover (CLC), est marquée par l'importance des territoires agricoles (57,4 % en 2018), en diminution par rapport à 1990 (60,6 %). La répartition détaillée en 2018 est la suivante : 
prairies (48,1 %), milieux à végétation arbustive et/ou herbacée (27,6 %), forêts (13,3 %), zones agricoles hétérogènes (9,3 %), zones urbanisées (1 %), zones humides intérieures (0,6 %). L'évolution de l’occupation des sols de la commune et de ses infrastructures peut être observée sur les différentes représentations cartographiques du territoire : la carte de Cassini (XVIIIe siècle), la carte d'état-major (1820-1866) et les cartes ou photos aériennes de l'IGN pour la période actuelle (1950 à aujourd'hui).

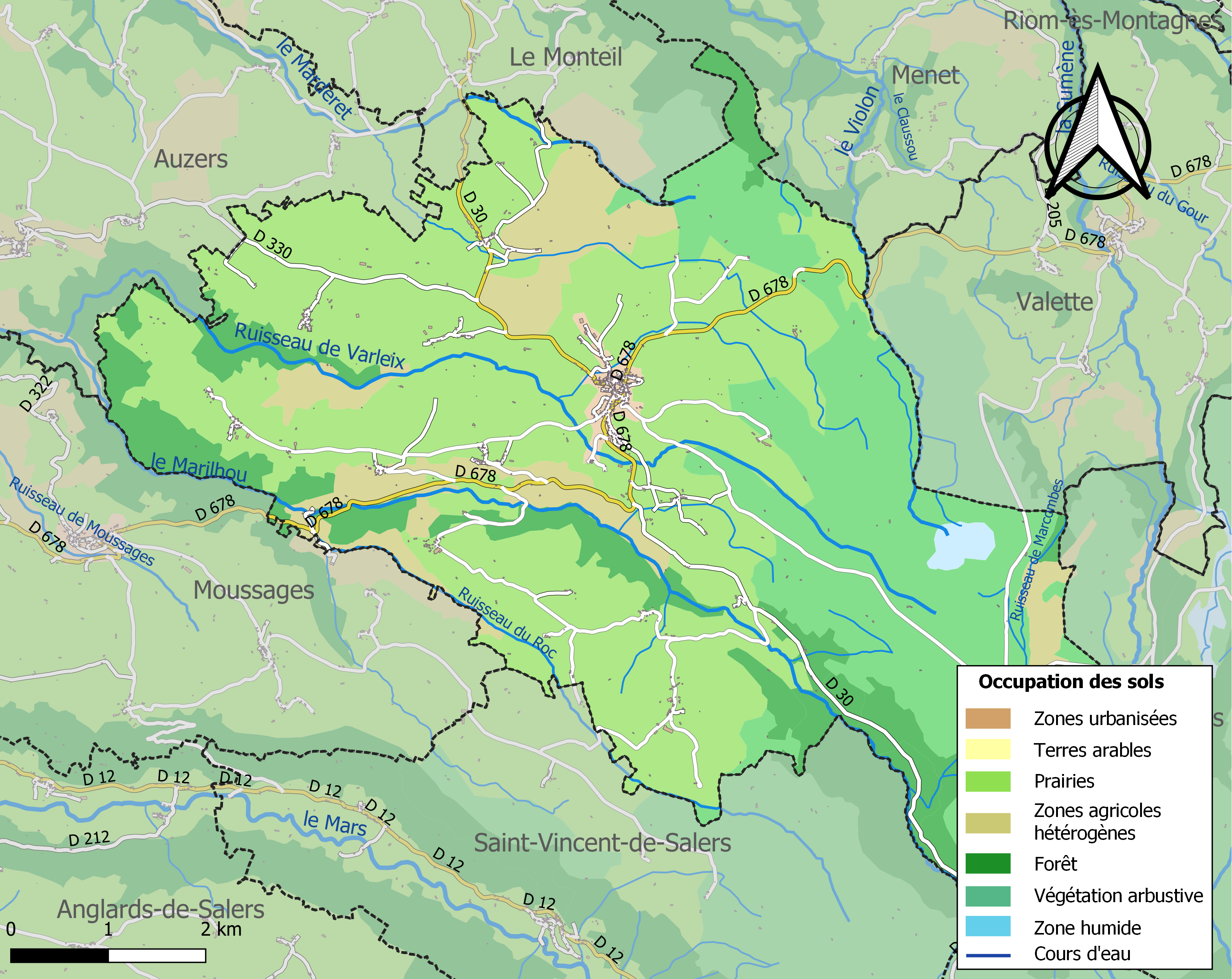
Carte des infrastructures et de l'occupation des sols de la commune en 2018 (CLC).

### Habitat et logement
En 2018, le nombre total de logements dans la commune était de 476, alors qu'il était de 488 en 2013 et de 476 en 2008.
Parmi ces logements, 54,3 % étaient des résidences principales, 20,1 % des résidences secondaires et 25,6 % des logements vacants. Ces logements étaient pour 89,6 % d'entre eux des maisons individuelles et pour 10,2 % des appartements.
Le tableau ci-dessous présente la typologie des logements à Trizac en 2018 en comparaison avec celle du Cantal et de la France entière. Une caractéristique marquante du parc de logements est ainsi une proportion de résidences secondaires et logements occasionnels (20,1 %) inférieure à celle du département (20,4 %) mais supérieure à celle de la France entière (9,7 %). Concernant le statut d'occupation de ces logements, 82,4 % des habitants de la commune sont propriétaires de leur logement (79,3 % en 2013), contre 70,4 % pour le Cantal et 57,5 pour la France entière.
| Typologie                                               | Trizac | Cantal | France entière |
| ------------------------------------------------------- | ------ | ------ | -------------- |
| Résidences principales (en %)                           | 54,3   | 67,7   | 82,1           |
| Résidences secondaires et logements occasionnels (en %) | 20,1   | 20,4   | 9,7            |
| Logements vacants (en %)                                | 25,6   | 11,9   | 8,2            |

## Toponymie
En occitan, le nom du village est Trijac.

## Histoire
Le village de Trizac est connu pour avoir été le lieu de fabrication du fromage Bleu de Trizac.

## Politique et administration
| Période                                  | Période   | Identité          | Étiquette | Qualité                |
| ---------------------------------------- | --------- | ----------------- | --------- | ---------------------- |
| Les données manquantes sont à compléter. |           |                   |           |                        |
| avril 2004                               | mars 2014 | Jean-Luc Vergeade |           |                        |
| mars 2014                                | mai 2020  | Alice Malga       | DVG       | Agricultrice retraitée |
| mai 2020                                 | En cours  | Louis Toty        | DVD       | Médecin.               |

## Population et société

### Démographie

#### Évolution démographique
L'évolution du nombre d'habitants est connue à travers les recensements de la population effectués dans la commune depuis 1793. Pour les communes de moins de 10 000 habitants, une enquête de recensement portant sur toute la population est réalisée tous les cinq ans, les populations de référence des années intermédiaires étant quant à elles estimées par interpolation ou extrapolation. Pour la commune, le premier recensement exhaustif entrant dans le cadre du nouveau dispositif a été réalisé en 2006.

En 2022, la commune comptait 449 habitants, en évolution de −13,49 % par rapport à 2016 (Cantal : −1,08 %, France hors Mayotte : +2,11 %).
| 1793  | 1800  | 1806  | 1821  | 1831  | 1836  | 1841  | 1846  | 1851  |
| ----- | ----- | ----- | ----- | ----- | ----- | ----- | ----- | ----- |
| 1 565 | 1 169 | 1 477 | 1 591 | 1 680 | 1 710 | 1 831 | 1 793 | 1 773 |

| 1856  | 1861  | 1866  | 1872  | 1876  | 1881  | 1886  | 1891  | 1896  |
| ----- | ----- | ----- | ----- | ----- | ----- | ----- | ----- | ----- |
| 1 687 | 1 752 | 1 750 | 1 818 | 1 834 | 1 844 | 1 938 | 1 963 | 1 840 |

| 1901  | 1906  | 1911  | 1921  | 1926  | 1931  | 1936  | 1946  | 1954  |
| ----- | ----- | ----- | ----- | ----- | ----- | ----- | ----- | ----- |
| 1 743 | 1 826 | 1 730 | 1 551 | 1 557 | 1 532 | 1 524 | 1 514 | 1 216 |

| 1962  | 1968  | 1975  | 1982 | 1990 | 1999 | 2006 | 2011 | 2016 |
| ----- | ----- | ----- | ---- | ---- | ---- | ---- | ---- | ---- |
| 1 225 | 1 221 | 1 070 | 921  | 754  | 657  | 576  | 511  | 519  |

| 2021 | 2022 | - | - | - | - | - | - | - |
| ---- | ---- | - | - | - | - | - | - | - |
| 466  | 449  | - | - | - | - | - | - | - |

#### Pyramide des âges
La population de la commune est relativement âgée. En 2018, le taux de personnes d'un âge inférieur à 30 ans s'élève à 17,1 %, soit un taux inférieur à la moyenne départementale (27,0 %). À l'inverse, le taux de personnes d'un âge supérieur à 60 ans (43,3 %) est supérieur au taux départemental (35,5 %).
En 2018, la commune comptait 253 hommes pour 254 femmes, soit un taux de 50,10 % de femmes, inférieur au taux départemental (51,13 %).
Les pyramides des âges de la commune et du département s'établissent comme suit :
| Hommes | Classe d’âge | Femmes |
| ------ | ------------ | ------ |
| 1,6    | 90 ou +      | 1,6    |
| 15,8   | 75-89 ans    | 22,8   |
| 21,0   | 60-74 ans    | 23,9   |
| 28,4   | 45-59 ans    | 22,3   |
| 16,4   | 30-44 ans    | 12,3   |
| 7,8    | 15-29 ans    | 8,5    |
| 9,1    | 0-14 ans     | 8,7    |

| Hommes | Classe d’âge | Femmes |
| ------ | ------------ | ------ |
| 1,2    | 90 ou +      | 3,1    |
| 10,1   | 75-89 ans    | 13,5   |
| 22,9   | 60-74 ans    | 22,6   |
| 21,8   | 45-59 ans    | 20,5   |
| 16,1   | 30-44 ans    | 15,2   |
| 13,8   | 15-29 ans    | 11,9   |
| 14,2   | 0-14 ans     | 13,3   |

### Manifestations culturelles et évènements
Aux alentours du 15 août, des animations sont proposées, telles que des concours de pêche, l'arrivée de forains, feu d'artifice au camping de Trizac au-dessus du lac (au lieu même du concours) organisé le 15 août, une organisation « radio crochet » (ou des gens chantent au micro), un concours de chasse.

## Culture locale et patrimoine

### Lieux et monuments
- L'église Saint-Beauzire[18] date du XIIe siècle. Certains jolis vitraux du XVe siècle de cette église, à la suite d'une erreur d'expédition des monuments historiques, viennent de la chapelle Saint-Nicolas de Priziac.
- Cases de Catteuges[19]

### Personnalités liées à la commune
- Martin Vigier (1854-1930), homme politique né à Trizac, maire de La Tour-d'Auvergne, député du Puy-de-Dôme de 1907 à 1910.
- Géraud Jouve (1901-1991), journaliste, résistant, homme politique, député du Cantal (1946-1951), né à Trizac
- Giuseppe Tribus (1901-1960), peintre décorateur italien du Trentin (1901-1960), est venu de Paris (1901-1960) en 1933 y décorer la pharmacie puis il s'est installé (1901-1960) pour peindre des trompe-l'œil dans les fermes alentour puis il est parti (1901-1960) à Riom-ès-Montagnes, Lugarde et Marchastel jusqu'à ce que l'Organisation Todt l'envoie construire le mur de l'Atlantique  (1901-1960).